# Dresdner Chamisso-Poetikdozentur
Die Dresdner Chamisso-Poetikdozentur für Migrantenliteratur wurde 2001–2011 verliehen vom MitteleuropaZentrum für Staats-, Wirtschafts- und Kulturwissenschaften, einer zentralen wissenschaftlichen Einrichtung der Technischen Universität Dresden, und der Robert Bosch Stiftung, in Zusammenarbeit mit dem Lehrstuhl für Neuere deutsche Literaturwissenschaft der TU Dresden. Der Kreis der Dozenten speiste sich aus dem jährlich durch die Stiftung vergebenen Adelbert-von-Chamisso-Preis für deutschsprachige Autoren nichtdeutscher Sprachherkunft. 2020 wurde die Chamisso-Poetikdozentur wieder neu aufgelegt.
Von 2005 bis 2011 wurde die Dresdner Chamisso-Poetikdozentur mit der Sächsischen Akademie der Künste durchgeführt.
Mit ihren Vorlesungen reflektierten Autoren nichtdeutscher Muttersprache ihre Erfahrungen mit dem Schreiben in einem fremden Land und maßen interkulturelle Wahrnehmungsfelder aus. Im Zentrum der Chamisso-Poetikdozentur stand dabei vor allem die Frage, welche persönlichen Erfahrungen ein Autor bzw. eine Autorin „zwischen den Sprachen“ macht bzw. wie Traditionen unterschiedlicher Sprachräume in der Literatur erkundet und verarbeitet werden. Besondere Bedeutung erhalten dabei Kategorien wie Emigration, Heimat, Sprache und Exil.

## Dresdner Chamisso-Poetikdozenturen
- 2002: Yüksel Pazarkaya
- 2003: Gino Chiellino
- 2004: Adel Karasholi
- 2005: Ilma Rakusa
- 2006: Vladimir Vertlib
- 2007: José F. A. Oliver
- 2008: Zsuzsanna Gahse
- 2009: Hussain Al-Mozany
- 2010: Ota Filip
- 2011: Francesco Micieli
- 2020: Artur Becker
- 2021: Paul-Henri Campbell
- 2022: Marica Bodrožić